# Virgo Fidelis
Virgo Fidelis è l'appellativo cattolico di Maria, madre di Gesù, scelta quale patrona dell'Arma dei Carabinieri l'11 novembre 1949, data della promulgazione di un apposito Breve apostolico da parte di papa Pio XII.
Il titolo di Virgo Fidelis, proposto con voto unanime dai cappellani militari dell'Arma e dall'Ordinariato militare per l'Italia, era stato sollecitato in relazione al motto araldico dell'Arma (Nei secoli fedele) dall'arcivescovo Carlo Alberto Ferrero di Cavallerleone che nel 1949 era ordinario militare e da Apolloni S.J., capo dei cappellani militari. L'arcivescovo compose anche il testo della Preghiera del Carabiniere alla Virgo Fidelis.
La ricorrenza della patrona è stata fissata dallo stesso papa Pio XII per il 21 novembre, giorno in cui cade la Presentazione della Beata Vergine Maria e la ricorrenza della battaglia di Culqualber.
| Virgo Fidelis | Il ventuno novembre 1948, nel cortile della legione allievi, si celebra la cerimonia di consacrazione dell'Arma dei Carabinieri alla Madonna "Virgo Fidelis". L'immagine che ne campeggia sull'altare, destinata ad essere l'archetipo di tutte le successive effigi della patrona, è la scultura di Giuliano Leonardi in gesso patinato che i contemporanei accolgono come opera di squisito senso artistico: "Pare quasi che quella immagine, scolpita nel duro legno [sic!], si ravvivi di una luce celeste, che quelle sembianze vogliano staccarsi ed acquistare forme più vive e palpitanti per proferire con voce calda e suadente quelle stesse parole che sono scolpite in quel libro sul quale è affisso lo sguardo della Vergine : "Sii fedele sino alla morte". La Virgo Fidelis, oggi custodita al Museo Storico dell'Arma, evocante bontà e fermezza nel contempo, si costruisce intorno alla linea stupenda delle mani, atteggiate a delicato moto di protezione: ogni possibile rischio di accademismo è sventato dalla partecipazione sincera ed empatica dello scultore alla vita dell'opera. La sua immagine ufficiale, un bassorilievo in gesso dorato dello scultore Giuliano Leonardi, è custodita presso la Cappella del Comando Generale dell’Arma dei Carabinieri di Roma, e risale al 1948 mentre un secondo calco in originale è custodito presso il comune che gli ha dato i natali, la citta di Sorso(SS). Stiamo parlando di Santa Maria “Virgo Fidelis”, Patrona dell’Arma dei Carabinieri, la cui icona rappresenta l’evento misterioso e unico dell’Annunciazione, ovvero il momento dell’accettazione, da parte della Vergine, della volontà di Dio: un sì accogliente, umile, senza riserve, fedele. |

A Caramagna Piemonte (Cuneo) nel 2012 è stata posta una stele dedicata alla Virgo Fidelis protettrice dei Carabinieri nella Cappella della Sacra Famiglia.
A Incisa Scapaccino (Asti) è stato dedicato nel 2014 un altare alla patrona dei carabinieri nella Chiesa di San Giovanni Battista, il primo in Italia, destinato a diventare meta di pellegrinaggio per i devoti ed i carabinieri da tutto il paese.
A Licusati  (Salerno), nella chiesa madre, è stato posto un quadro della Virgo Fidelis realizzato da Franco Chirichiello e donato da Rino e Susanna Palumbo.